# زلاتکو یونوزوویچ
زلاتکو یونوزوویچ (انگلیسی: Zlatko Junuzović؛ زادهٔ ۲۶ سپتامبر ۱۹۸۷) یک بازیکن فوتبال اهل اتریش است.
از باشگاه‌هایی که در آن بازی کرده‌است می‌توان به وردر برمن و باشگاه فوتبال آستریا وین اشاره کرد.
وی همچنین در تیم ملی فوتبال اتریش بازی کرده‌است.